# Taytay (Rizal)
Taytay ist eine philippinische Stadtgemeinde in der Provinz Rizal, in der Verwaltungsregion IV, Calabarzon. Sie hat 319.104 Einwohner (Zensus 1. August 2015), die in 5 Barangays lebten. Sie wird als Gemeinde der ersten Einkommensklasse auf den Philippinen und als urbanisiert eingestuft. 
Taytay liegt am nördlichen Ufer des größten Binnensees der Philippinen, des Laguna de Bay. Die Topographie der Gemeinde ist gekennzeichnet durch die südöstlichen Ausläufer der Zentralen Luzon-Ebene. Ihre Nachbargemeinden sind Taguig City und Pasig City im Westen, Cainta im Norden, Antipolo City im Nordosten und Angono im Südosten.   

## Baranggays
- Dolores (Poblacion)
- Muzon
- San Isidro
- San Juan
- Santa Ana
- San Lorenzo